# Acid Black Cherry
Acid Black Cherry（アシッド・ブラック・チェリー）は、元Janne Da Arcのyasuのソロプロジェクト。2007年始動。所属芸能事務所及び所属レコード会社は自主レーベルのLtOVES。2017年より活動休止中。通称はABC。

## 概要
ヴィジュアル系ロックバンド・Janne Da Arcのヴォーカリストyasuのソロプロジェクトとして2007年始動。
2007年5月より全国15ヵ所でシークレットライブを行った後、7月18日にシングル『SPELL MAGIC』でデビュー。現在までシングル19枚、オリジナルアルバム4枚、カバーアルバム4枚を発売し、オリジナル作品は全てオリコンTOP5入りを果たす。
2011年7月にABCデビュー4周年を記念し、Acid Black Cherry FREE LIVE 2011を開催。東名阪3ヶ所で4万人を動員。応募総数は16万通を超える。
2012年3月21日に発売した3枚目のアルバム『『２０１２』』では自身初のオリコンウィークリーチャート初登場1位を記録し、20万枚を超えるヒット作品となる。収録曲でもある15枚目のシングル『イエス』は2012年USEN年間J-POPリクエストランキングで1位を獲得し、YouTubeの再生回数は980万回を超えるなど、ABCを一般層へと広げたきっかけの楽曲となった。
2013年7月には5周年記念ライブツアーの国立代々木第一体育館公演を収録した映像作品『Acid Black Cherry 5th Anniversary Live“Erect”』を発売。DVDチャートで初の総合1位を獲得。Blu-rayチャートと併せ音楽部門同時2冠を達成。同年8月からは、〝ABCの音楽を通して少しでも笑顔になってくれる人がいるならば、近くに行って届けたい〟という主旨で“Proect『Shangri-la』”をスタート。このプロジェクトは3つの柱である、「新曲をリリース」しながら、「全都道府県ライブ」を行い、同時に「各地のファンとの触れ合えるイベント」を実施することである。全都道府県ツアーは、全61公演で18万人を動員。
2014年10月にはProject『Shangri-la』終了後初となるシングル『INCUBUS』を発売。
アルバムを見据えた先行シングルながらもオリコンウィークリーチャートで2位を獲得し、自身最高初動売上枚数を記録。
2015年2月25日には、約3年ぶり4枚目のアルバム『L-エル-』を発売。このアルバムは波乱の人生を送った女性エルの一生を綴った壮大な物語と音楽が絡み合うコンセプトアルバムで、発売半年で20万枚を超える作品となっており、ストーリーブックも書籍化。
また、2015年はデビュー8周年ということで、2回目のABC Dream CUPが開催。夏に2015年の夏に名古屋、幕張、大阪でフリーライブを開催。合計10万人を動員し、フリーライブとしての国内最多動員数を記録した。
オリジナル楽曲（カバー、企画アルバム以外の楽曲）は全曲をyasuが作詞･作曲･編曲しており、キーボード＆プログラミング、曲によってギターのリフの考案等も手がける。
Janne Da Arc後期よりもヴィジュアル系を意識した濃いアイメイク・服装をしている。青や緑のカラコンも着用。ライヴはバンド形式で行っているが、あくまでもソロプロジェクトとしている。サポートメンバーは流動的であり、レコーディング、ミュージック・ビデオ及びライブには、yasu自身が一番合うと思ったミュージシャンを選抜している。
公式ファンクラブは、Janne Da ArcのFC『マドモアゼルなあなた達』に含まれていたものの、Janne Da Arc解散によりファンクラブも解散となる。ファンクラブ解散後の再開設等についてはJanne Da Arc解散発表時点では不明である。
2025年1月11日、ABCのプロデューサーである菊池真太郎が、新レーベル「LtOVES」（エルトヴェス）を創設。その時点では、ABCの「復活フラグ」ではないとしていたが、同年同月27日、yasuの50歳の誕生日を迎えたと同時に、ABCが同レーベルに所属したことも報告。yasu本人より、まだ活動再開できる状態ではないとしつつも、病状は「気長に治療しているおかげもあって少しずつですが確実に前進しています」と述べており、活動再開には前向きな考えを示した。

## 来歴
- 2007年
  - 5月6日〜6月10日、全国15ヶ所でシークレットライブを行う。
ファイナルとなった新宿ステーションスクエアでのゲリラライブには約5000人が集まった。
ネット中継もされていたが、「Black Cherry」と「SPELL MAGIC」の2曲でライブをやめるように警察から指示されたため中断。
  - 7月18日、1stシングル『SPELL MAGIC』でメジャーデビュー。
  - 7月15日〜7月21日、「東名阪フリーライブ」開催。
MCでJanne Da Arc活動停止の経緯を説明。（後の2019年4月、Janne Da Arc解散後に活動停止について他のメンバーによって詳細が明かされる。）
  - 8月12日、SUMMER SONIC 07 OSAKAに出演。
  - 10月29日〜11月04日、主催イベント「SWAPPING ROCK PARTY」を開催。
サポートメンバーが携わるバンド、BREAKERZ(AKIHIDE)、Crack 6(千聖)、Samurai Dead City(SHUSE)、BULL ZEICHEN 88(淳士)が出演。

- 2008年
  - 2月20日、1stアルバム『BLACK LIST』発売。
  - 3月1日、「SUKURA JAM'08」に出演。
  - 3月6日〜5月23日、ライブハウスツアー・ホールツアー「BLACK LIST」を行う。
  - 5月21日、カバーアルバム『Recreation』発売。
  - 9月22日〜9月30日、東名阪にて主催イベント「SWAPPING ROCK PARTY VOL.2」を開催。
サポートメンバーが携わるバンド、BREAKERZ、DUSTAR-3(YUKI)、Samurai Dead City、BULL ZEICHEN 88が出演。
  - 10月30日、VAMPS主宰イベント「NIGHTMARE OF HALLOWEEN」に出演。
- 2009年
  - 8月9日、SUMMER SONIC 09 OSAKAに出演。
  - 8月26日、2ndアルバム『Q.E.D.』発売。
  - 9月16日〜11月2日、ライブツアー「Q.E.D.」を行う。
公開ゲネプロ数日前に声帯のう胞を発症。公開ゲネプロ1公演のみ中止した。
  - 11月3日、ツアー終了後、治療に専念する為、活動の一時休止を発表。
同年12月25日に予定していたクリスマスライブは中止。

- 2010年
  - 6月30日、カバーアルバム『Recreation 2』発売。
  - 9月4日〜9月18日、東名阪でライブツアー「Re:birth」を行う。
  - 10月27日〜10月31日、VAMPS主宰イベント「HALLOWEEN PARTY 2010」に出演。

- 2011年
  - 1月22日〜2月8日、主催イベント「The Sixth Sense」開催。
DEAD END、BREAKERZ、jealkb、PENICILLIN、QUINTILLION QUIZが出演。
  - 7月16日〜23日、フリーライブを行う。
  - 8月21日、27日、「a-nation 10th Anniversary for Life Charge & Go!ウイダーinゼリー」に出演。
  - 10月21日〜10月30日、VAMPS主宰イベント「HALLOWEEN PARTY 2011」に出演。
  - 12月25日、クリスマスライブ「X'mas LIVE "Acid Black Christmas」を行う。

- 2012年
  - 3月21日、3rdアルバム『『２０１２』』発売。
4月2日付のオリコンアルバム週間チャートで自身初となる週間1位を獲得。
  - 5月1日〜7月20日、ライブツアー「『２０１２』」を行う。
  - 8月19日〜8月26日、「a-nation stadium fes. Charge Go! ウイダーinゼリー」に出演。
  - 10月20日〜10月28日、VAMPS主宰イベント「HALLOWEEN PARTY 2012」に出演。
  - 11月30日〜12月30日、ライブツアー「5th Anniversary Live “Erect”」を行う。
  - 12月6日、「2012年USEN J-POP年間リクエストランキング」にて、「イエス」が1位を獲得。

- 2013年
  - 1月9日、ライブイベント「Acid Black Cherry & BREAKERZ 5th Anniversary Live Acid BREAKERZ Cherry 69-sixnine-」を開催。
  - 3月6日、カバーアルバム『Recreation 3』発売。
  - 8月13日〜9月15日、「Project “Shangri-la” 1st Season 〜北海道･東北tour〜」を行う。
  - 9月30日〜11月13日、「Project “Shangri-la” 2nd Season 〜北陸･甲信･東海tour〜」を行う。
  - 10月19日〜10月26日、VAMPS主宰イベント「HALLOWEEN PARTY 2013」に出演。
但し、10月25日のみ風邪のため不参加。
  - 11月21日〜12月27日、「Project “Shangri-la” 3rd Season 〜関西･中国tour〜」を行う。

- 2014年
  - 2月3日〜2月27日、「Project “Shangri-la” 4th Season 〜関東tour〜」を行う。
  - 3月19日〜4月26日、「Project “Shangri-la” 5th Season 〜四国・九州・沖縄tour〜」を行う。
  - 5月5日、5月7日、FC会員限定公開リハーサルを行う。
  - 5月13日〜5月29日、「Project “Shangri-la” Encore Season 〜Arena Tour〜」を行う。
  - 6月13日〜6月22日、「Project “Shangri-la” 〜Final Season〜」を行う。
  - 8月29日、「a-nation stadium fes. powered by inゼリー 」 に出演。
  - 8月30日、「音楽と髭達2014-Rock'n Roll Stadium」 に出演。
  - 11月22日〜2015年2月8日、全国10都市でパネル・衣装展「Shangri-la Museum｣を開催。

- 2015年
  - 2月14日〜2月22日、全国6都市にて「L－エル－」の先行試聴会を行う。
  - 2月25日、4thアルバム『L－エル－』発売。
  - 3月10日〜6月15日、ライブツアー「L－エル－」を行う。
  - 7月11日〜8月1日、全国3都市で80,000人フリーライブ「ABC Dream CUP 2015 LOVE」を行う。
  - 8月23日、8月30日、「a-nation stadium fes.」に出演。
  - 9月1日〜12月14日、アリーナツアー「L－エル－」を行う。
  - 9月24日〜12月7日、FC会員限定のライブハウスツアー「S－エス－」を行う。

- 2016年
  - 1月27日、LIVE CD「2015 arena tour L－エル－」発売。
  - 2月17日、LIVE DVD「2015 livehouse tour S－エス－」発売。
  - 3月9日〜3月13日、FC会員限定の2015 tour L－エル－打ち上げグアム旅行を開催。
  - 3月16日、LIVE DVD「2015 arena tour L－エル－」発売。
  - 8月21日、SUMMER SONIC 2016 OSAKAに出演。
  - 8月27日、「音楽と髭達」に出演。
  - 8月28日、「a-nation stadium fes.」に出演。
  - 10月4日、yasuの出血性声帯炎により、カバーアルバム『Recreation 4』の発売延期が発表される[12]。

- 2017年
  - 1月25日、カバーアルバム『Recreation 4』発売。
  - 6月21日、スピンオフ企画アルバム『Acid BLOOD Cherry』発売。
  - 8月3日、14日より開催を予定していた全国ツアー「Acid Black Cherry 2017 tour Blood History“BLACK×BLOOD”」が自身の頚椎損傷や起因する身体各所への痛みなど、複合的な症状の併発により、すべての公演を中止することが自身の公式ホームページにて直筆を公開。また、活動も当面の間休止をすることも発表をした[2][3][4]。

- 2021年
  - 7月15日、公式Twitterが第三者に乗っ取られ、過去10年分のツイートが削除されたことが発表された[13]。

- 2025年
  - 1月7日、サブスクリプションサービス、およびYouTubeのストリーミングから突如、全作品が削除された[14][15][16]。
  - 1月27日、LtOVESへの所属を発表。同時にサブスクリプションサービス完全解禁も発表された[17][10][18]。ちなみにサブスク解禁に伴い、いくつかの音源には新たにミックス・マスタリング、そして「ABC BAND」として、インスト部分を新規レコーディングした音源を配信することも明かされた[17]。
  - 1月29日、リニューアル音源のCD化[19]、そしてLtOVES第一弾として同年3月26日に『Acid Black Cherry Live Acoustic Album 〜君がいるから〜』のリリースを発表[20]。
  - 4月16日、リニューアル版『BLACK LIST』『Q.E.D.』、4月30日にリニューアル版『２０１２』『L-エル-』をそれぞれCDリリース[21]。
  - 6月16日、ミュージック・ビデオをコンパイルした映像集『ＡＭＰＭ』を、同年7月30日にリリースすることを発表。それに先駆け、「君がいるから」のミュージック・ビデオをYouTubeの公式アカウントより公開[22][23][24]。

## サポートメンバー

### レコーディング

#### ギター
- YUKI（from.DUSTAR-3、Rayflower、ex.Λucifer）
 Black Cherry、Bit Stupid、楽園、Murder Licence、DRAGON CARNIVAL、ジグソー、眠り姫、cord name【JUSTICE】、罪と罰〜神様のアリバイ〜、I'm not a ghost、黒い太陽、Maria、少女の祈りIII、ピストル、シャングリラ、CRISIS、in the Mirror、GLAMOROUS SKY、ふられ気分でRock'n'Roll、1/3の純情な感情、liar or LIAR?、エストエム、7 colors、眠れぬ夜、& you 、CLOUDY HEART
- AKIHIDE（from.BREAKERZ）
 愛してない、冬の幻、Prologue End、優しい嘘、Mother、1954 LOVE/HATE、Re:birth、君がいるから、
- HIRO（from.Libraian、ex.La'cryma Christi）
 蝶、イエス、指輪物語、その日が来るまで、so...Good night.、doomsday clock、Greed Greed Greed、黒猫 〜Adult Black Cat〜、君がいない、あの日から･･･、INCUBUS、Round & Round、L-エル-
- DAITA（from.SIAM SHADE）
 sins、少女の祈り、20+∞Century Boys
- SUGIZO（from.LUNA SEA、X JAPAN）
 SPELL MAGIC、scar
- YOU (from.DEAD END)
 Fallin' Angel
- Leda（from.Far East Dizain、ex.DELUHI）
versus G
- ROLLY
& you

#### ベース
- SHUSE（from.†яi¢к、ex.La'cryma Christi）
 SPELL MAGIC、Black Cherry、愛してない、冬の幻、sins、少女の祈り、scar、Bit Stupid、楽園、Murder Licence、DRAGON CARNIVAL、Prologue End、眠り姫、20+∞Century Boys、Mother、罪と罰〜神様のアリバイ〜、黒い太陽、Re:birth、少女の祈りIII、ピストル、シャングリラ、CRISIS、イエス、Fallin' Angel、in the Mirror、その日が来るまで、so...Good night.、doomsday clock、GLAMOROUS SKY、ふられ気分でRock'n'Roll、君がいない、あの日から･･･、Round & Round、liar or LIAR?、エストエム、L-エル-、7 colors、眠れぬ夜、& you
- Ikuo（from.BULL ZEICHEN 88）
 ジグソー、優しい嘘、cord name【JUSTICE】、1954 LOVE/HATE、I'm not a ghost、Maria、蝶、Greed Greed Greed、黒猫 〜Adult Black Cat〜、INCUBUS、versus G、Loves
- RYO（from.defspiral）
1/3の純情な感情、フライングゲット

#### キーボード・ピアノ
- kiyo（ex.Janne Da Arc）
少女の祈り、罪と罰〜神様のアリバイ〜、異邦人、時の流れに身をまかせ
- 松下典由
 眠り姫
- 三柴理
 sins、Prologue End
- ローズ高野(高野康弘)
黒猫 〜Adult Black Cat〜、Loves
- 篠崎正嗣
INCUBUS、Loves
- 小室哲哉
BELIEVE

#### ドラムス
- 淳士（from.SIAM SHADE、BULL ZEICHEN 88）
 冬の幻、少女の祈り、Bit Stupid、Murder Licence、DRAGON CARNIVAL、Prologue End、眠り姫、罪と罰〜神様のアリバイ〜、ピストル、シャングリラ、イエス、in the Mirror、so...Good night.、doomsday clock、Greed Greed Greed、GLAMOROUS SKY、ふられ気分でRock'n'Roll、liar or LIAR?、エストエム、7 colors、眠れぬ夜、& you
- 菅沼孝三
 SPELL MAGIC、Black Cherry、愛してない、sins、scar、楽園、ジグソー、優しい嘘、20+∞Century Boys、cord name【JUSTICE】、1954 LOVE/HATE、I'm not a ghost、Maria、少女の祈りIII、蝶、CRISIS、Fallin' Angel、その日が来るまで、
- MAKOTO
 Mother、黒い太陽、Re:birth、1/3の純情な感情
- 山崎慶（from.Venomstrip）
 黒猫〜Adult Black Cat〜、君がいない、あの日から･･･、INCUBUS、Round & Round、L-エル-、versus G

#### バンド
- FUZZY CONTROL
 チェリーチェリー
- ピストルバルブ
 Black Cherry

#### ゲスト・ボーカル
- DAIGO（from.BREAKERZ）
 大都会
- KOTO
 チェリーチェリー

### ミュージックビデオ

#### ギター
- YUKI（from.DUSTAR-3、Rayflower、ex.Λucifer）
※「20+∞Century Boys」〜参加
- HIRO（from.Libraian、ex.La'cryma Christi）
※『蝶』〜参加
- 千聖（from.PENICILLIN）
※『SPELL MAGIC』〜『冬の幻』まで参加
- AKIHIDE（from.BREAKERZ）
※『SPELL MAGIC』〜『シャングリラ』までと、配信シングル『君がいるから』参加

#### ベース
- SHUSE（from.†яi¢к、ex.La'cryma Christi）
※「Greed Greed Greed」以外
- IKUO（from.BULL ZEICHEN 88）
※「Greed Greed Greed」のみ参加
- 長野典二（from.everset）
※「BAD BLOOD」のみ参加

#### ドラムス
- 淳士（from.SIAM SHADE、BULL ZEICHEN 88）

#### 出演
- インゲ・ムラタ(INCUBUS)
- 大久保麻理子(冬の幻)
- 小澤亮太(眠り姫)
- 小野一貴(未来予想図II)
- 北村諒(蝶)
- 今野梨乃(恋一夜)
- 佐藤万葉(SPELL MAGIC)
- 篠崎瑠侑(イエス)
- 早瀬かな(未来予想図II)
- はるか(Greed Greed Greed)
- 松本理沙(眠り姫)
- 森由佳(黒猫〜Adult Black Cat〜)

### ライブ

#### ギター
- YUKI（from.DUSTAR-3、ex.Λucifer）
リードギター担当
2007年5月のシークレットライブツアーより参加。ライブでは主にリードギターを担当
2008年以降はほぼ全てのライブツアーに出演。
- HIRO（from.Libraian、ex.La'cryma Christi）
当初はリードギター、最近はリズムギター担当
2010年のツアー「Re:birth」、及び2011年のツアー「The Sixth Sense」、同年の「a-nation 10th Anniversary for Life Charge & Go!」、VAMPS主宰「HALLOWEEN PARTY 2011」に参加。 ギターのサポートメンバーで唯一リードギターとリズムギターの担当経験がある。
  - ※立ち位置は上手側にリードギター、下手側にリズムギターと配置されているが、下手側のギターリストがリードギターを担当する楽曲もある（「冬の幻」、「愛してない」など）。HIRO参加以降、HIROをリードギターとする楽曲が増え（「イエス」、「Greed Greed Greed」など）、最近は両奏者がリードギター、リズムギターを担当する形となっている。
- AKIHIDE（from.BREAKERZ）
リズムギター担当
2007年5月のシークレットライブツアーより参加。ライブでは主にリズムギターやコーラスを担当。2011年後半からほとんど参加していない。2012年VAMPS主宰「HALLOWEEN PARTY 2012」で約2年ぶりに参加。
- 千聖（from.PENICILLIN）
リードギター担当
2007年7月のフリーライブより参加。2007年いっぱいサポートを務め、2008年以降は参加していない。
- 室姫深（ex.DIE IN CRIES、ex.THE MAD CAPSULE MARKETS）
リズムギター担当
2011年のフリーライブ「ABC Dream Cup」にて初参加。
- Leda（ex.DELUHI）
リードギター担当
2013年のライブイベント『HALLOWEEN PARTY 2013』にAcid Black Halloween(HALLOWEEN JUNKY ORCHESTRA)として参加。その後a-nation stadium fes. 2015にも参加。

#### ベース
- SHUSE（from.†яi¢к、ex.La'cryma Christi）
2007年5月のシークレットライブツアーより参加。メンバーで唯一、全てのワンマンライブに出演している。ライブではコーラスも担当。
- Ju-ken
2013年のライブイベント『HALLOWEEN PARTY 2013』にAcid Black Halloween(HALLOWEEN JUNKY ORCHESTRA)として参加。

#### ドラムス
- 淳士（from.SIAM SHADE、BULL ZEICHEN 88）
2007年7月のフリーライブより参加。ほぼ全てのライブツアーに出演。
- MAKOTO（ex.Deep Soul）
2007年5月のシークレットライブツアー、及び2010年のツアー「Re:birth」、2011年VAMPS主宰「HALLOWEEN PARTY 2011」に参加。
- Shinya（from.DIR EN GREY）
2013年のライブイベント『HALLOWEEN PARTY 2013』にAcid Black Halloween(HALLOWEEN JUNKY ORCHESTRA)として参加。

## ディスコグラフィ

### シングル
| 枚       | 発売日         | タイトル                 | 販売形態               | 販売形態                                       | 最高位 | 収録アルバム |
| 枚       | 発売日         | タイトル                 | 規格                   | 品番                                           | 最高位 | 収録アルバム |
| -------- | -------------- | ------------------------ | ---------------------- | ---------------------------------------------- | ------ | ------------ |
| 配信限定 | 2012年2月29日  | 君がいるから             | デジタル・ダウンロード | -                                              | -      |              |
| 配信限定 | 2014年3月11日  | 君がいるから             | デジタル・ダウンロード | -                                              | -      |              |
| 配信限定 | 2025年3月26日  | 君がいるから             | デジタル・ダウンロード | -                                              | -      |              |
| 1st      | 2007年7月18日  | SPELL MAGIC              | CD+DVD                 | AVCD-32083/B                                   | 4位    | BLACK LIST   |
| 1st      | 2007年7月18日  | SPELL MAGIC              | CD                     | AVCD-32084                                     | 4位    | BLACK LIST   |
| 2nd      | 2007年9月26日  | Black Cherry             | CD+DVD                 | AVCD-32089/B                                   | 2位    | BLACK LIST   |
| 2nd      | 2007年9月26日  | Black Cherry             | CD                     | AVCD-32090                                     | 2位    | BLACK LIST   |
| 3rd      | 2007年11月28日 | 愛してない               | CD+DVD                 | AVCD-32091/B                                   | 2位    | BLACK LIST   |
| 3rd      | 2007年11月28日 | 愛してない               | CD                     | AVCD-32092                                     | 2位    | BLACK LIST   |
| 4th      | 2008年1月16日  | 冬の幻                   | CD+DVD                 | AVCD-32097/B                                   | 2位    | BLACK LIST   |
| 4th      | 2008年1月16日  | 冬の幻                   | CD                     | AVCD-32098                                     | 2位    | BLACK LIST   |
| 5th      | 2008年8月27日  | 20+∞Century Boys         | CD+DVD                 | AVCD-32107/B                                   | 4位    | Q.E.D.       |
| 5th      | 2008年8月27日  | 20+∞Century Boys         | CD                     | AVCD-32108                                     | 4位    | Q.E.D.       |
| 5th      | 2008年8月27日  | 20+∞Century Boys         | CD                     | AVC1-32109(ファンクラブ受注限定生産盤)         | -      | Q.E.D.       |
| 5th      | 2008年8月27日  | 20+∞Century Boys         | CD                     | AVC1-32110(モバイルファンクラブ受注限定生産盤) | -      | Q.E.D.       |
| 6th      | 2008年11月26日 | ジグソー                 | CD+DVD                 | AVCD-32120/B                                   | 3位    | Q.E.D.       |
| 6th      | 2008年11月26日 | ジグソー                 | CD                     | AVCD-32121                                     | 3位    | Q.E.D.       |
| 6th      | 2008年11月26日 | ジグソー                 | CD                     | AVC1-32122(ファンクラブ受注限定生産盤)         | -      | Q.E.D.       |
| 6th      | 2008年11月26日 | ジグソー                 | CD                     | AVC1-32123(モバイルファンクラブ受注限定生産盤) | -      | Q.E.D.       |
| 7th      | 2009年2月18日  | 眠り姫                   | CD+DVD                 | AVCD-32124/B                                   | 2位    | Q.E.D.       |
| 7th      | 2009年2月18日  | 眠り姫                   | CD                     | AVCD-32125                                     | 2位    | Q.E.D.       |
| 7th      | 2009年2月18日  | 眠り姫                   | CD                     | AVC1-32126(ファンクラブ受注限定生産盤)         | -      | Q.E.D.       |
| 7th      | 2009年2月18日  | 眠り姫                   | CD                     | AVC1-32127(モバイルファンクラブ受注限定生産盤) | -      | Q.E.D.       |
| 8th      | 2009年7月29日  | 優しい嘘                 | CD+DVD                 | AVCD-32139/B                                   | 4位    | Q.E.D.       |
| 8th      | 2009年7月29日  | 優しい嘘                 | CD                     | AVCD-32140                                     | 4位    | Q.E.D.       |
| 9th      | 2010年8月18日  | Re:birth                 | CD+DVD                 | AVCD-32164/B                                   | 2位    | 『２０１２』 |
| 9th      | 2010年8月18日  | Re:birth                 | CD                     | AVCD-32165                                     | 2位    | 『２０１２』 |
| 9th      | 2010年8月18日  | Re:birth                 | CD                     | AVCD-32166(アニメ盤)                           | 2位    | 『２０１２』 |
| 10th     | 2011年6月8日   | 少女の祈りIII            | CD+DVD                 | AVCD-32181/B                                   | 4位    | 『２０１２』 |
| 10th     | 2011年6月8日   | 少女の祈りIII            | CD                     | AVCD-32182                                     | 4位    | 『２０１２』 |
| 11th     | 2011年9月21日  | ピストル                 | CD+DVD                 | AVCD-32183/B                                   | 3位    | 『２０１２』 |
| 11th     | 2011年9月21日  | ピストル                 | CD                     | AVCD-32184                                     | 3位    | 『２０１２』 |
| 11th     | 2011年9月21日  | ピストル                 | CD                     | AVC1-32185(レンタル限定盤)                     | 3位    | 『２０１２』 |
| 12th     | 2011年10月19日 | シャングリラ             | CD+DVD                 | AVCD-32186/B                                   | 5位    | 『２０１２』 |
| 12th     | 2011年10月19日 | シャングリラ             | CD                     | AVCD-32187                                     | 5位    | 『２０１２』 |
| 12th     | 2011年10月19日 | シャングリラ             | CD                     | AVC1-32188(レンタル限定盤)                     | 5位    | 『２０１２』 |
| 13th     | 2011年11月16日 | 蝶                       | CD+DVD                 | AVCD-32189/B                                   | 3位    | 『２０１２』 |
| 13th     | 2011年11月16日 | 蝶                       | CD                     | AVCD-32190                                     | 3位    | 『２０１２』 |
| 13th     | 2011年11月16日 | 蝶                       | CD                     | AVC1-32191(レンタル限定盤)                     | 3位    | 『２０１２』 |
| 14th     | 2011年12月21日 | CRISIS                   | CD+DVD                 | AVCD-32192/B                                   | 3位    | 『２０１２』 |
| 14th     | 2011年12月21日 | CRISIS                   | CD                     | AVCD-32193                                     | 3位    | 『２０１２』 |
| 14th     | 2011年12月21日 | CRISIS                   | CD                     | AVC1-32194(レンタル限定盤)                     | 3位    | 『２０１２』 |
| 15th     | 2012年1月18日  | イエス                   | CD+DVD                 | AVCD-32195/B                                   | 3位    | 『２０１２』 |
| 15th     | 2012年1月18日  | イエス                   | CD                     | AVCD-32196                                     | 3位    | 『２０１２』 |
| 15th     | 2012年1月18日  | イエス                   | CD                     | AVC1-32197(レンタル限定盤)                     | 3位    | 『２０１２』 |
| 16th     | 2013年8月7日   | Greed Greed Greed        | CD+DVD                 | AVCD-32227/B                                   | 4位    | L―エル―      |
| 16th     | 2013年8月7日   | Greed Greed Greed        | CD                     | AVCD-32228                                     | 4位    | L―エル―      |
| 16th     | 2013年8月7日   | Greed Greed Greed        | CD                     | AVCD-32229(レンタル限定盤)                     | 4位    | L―エル―      |
| 17th     | 2013年11月20日 | 黒猫 〜Adult Black Cat〜 | CD+DVD                 | AVCD-32230/B                                   | 3位    | L―エル―      |
| 17th     | 2013年11月20日 | 黒猫 〜Adult Black Cat〜 | CD                     | AVCD-32231                                     | 3位    | L―エル―      |
| 17th     | 2013年11月20日 | 黒猫 〜Adult Black Cat〜 | CD                     | AVCD-32232(レンタル限定盤)                     | 3位    | L―エル―      |
| 18th     | 2014年3月11日  | 君がいない、あの日から…  | CD+DVD                 | AVCD-32234/B                                   | 2位    | L―エル―      |
| 18th     | 2014年3月11日  | 君がいない、あの日から…  | CD                     | AVCD-32235                                     | 2位    | L―エル―      |
| 18th     | 2014年3月11日  | 君がいない、あの日から…  | CD                     | AVCD-32236(レンタル限定盤)                     | 2位    | L―エル―      |
| 19th     | 2014年10月22日 | INCUBUS                  | CD+DVD                 | AVCD-32238/B                                   | 2位    | L―エル―      |
| 19th     | 2014年10月22日 | INCUBUS                  | CD                     | AVCD-32239                                     | 2位    | L―エル―      |
| 19th     | 2014年10月22日 | INCUBUS                  | CD                     | AVCD-32240(レンタル限定盤)                     | 2位    | L―エル―      |

### アルバム

#### オリジナルアルバム
| 枚  | 発売日        | タイトル     | 販売形態               | 販売形態                                          | 最高位 |
| 枚  | 発売日        | タイトル     | 規格                   | 品番                                              | 最高位 |
| --- | ------------- | ------------ | ---------------------- | ------------------------------------------------- | ------ |
| 1st | 2008年2月20日 | BLACK LIST   | CD+DVD                 | AVCD-32099/B(MUSIC VIDEO盤)                       | 2位    |
| 1st | 2008年2月20日 | BLACK LIST   | CD+DVD                 | AVCD-32100/B(LIVE盤)                              | 2位    |
| 1st | 2008年2月20日 | BLACK LIST   | CD                     | AVCD-32101                                        | 2位    |
| 1st | 2025年1月27日 | BLACK LIST   | デジタル・ダウンロード | デジタル・ダウンロード                            | 14位   |
| 1st | 2025年1月27日 | BLACK LIST   | ストリーミング         |                                                   | 14位   |
| 1st | 2025年4月16日 | BLACK LIST   | CD                     | AVCD-32308(リミックス・リマスター盤)              | 14位   |
| 2nd | 2009年8月26日 | Q.E.D.       | CD+DVD                 | AVCD-32149/B(MUSIC VIDEO盤)                       | 2位    |
| 2nd | 2009年8月26日 | Q.E.D.       | CD+DVD                 | AVCD-32150/B(LIVE盤)                              | 2位    |
| 2nd | 2009年8月26日 | Q.E.D.       | CD                     | AVCD-32151                                        | 2位    |
| 2nd | 2025年1月27日 | Q.E.D.       | デジタル・ダウンロード | デジタル・ダウンロード                            | 12位   |
| 2nd | 2025年1月27日 | Q.E.D.       | ストリーミング         |                                                   | 12位   |
| 2nd | 2025年4月16日 | Q.E.D.       | CD                     | AVCD-32309(リミックス・リマスター盤)              | 12位   |
| 3rd | 2012年3月21日 | 『２０１２』 | CD+DVD                 | AVCD-32200/B(MUSIC VIDEO盤)                       | 1位    |
| 3rd | 2012年3月21日 | 『２０１２』 | CD+DVD                 | AVCD-32201/B(大阪城ホールLIVE盤)                  | 1位    |
| 3rd | 2012年3月21日 | 『２０１２』 | CD                     | AVCD-32202                                        | 1位    |
| 3rd | 2025年1月27日 | 『２０１２』 | デジタル・ダウンロード | デジタル・ダウンロード                            | 39位   |
| 3rd | 2025年1月27日 | 『２０１２』 | ストリーミング         |                                                   | 39位   |
| 3rd | 2025年4月30日 | 『２０１２』 | CD                     | AVCD-32310(リミックス・リマスター盤)              | 39位   |
| 4th | 2015年2月25日 | L ーエルー   | CD+DVD                 | AVCD-32241/B(Project「Shangri-la」LIVE盤)         | 2位    |
| 4th | 2015年2月25日 | L ーエルー   | CD+DVD                 | AVCD-32242/B(Project「Shangri-la」ドキュメント盤) | 2位    |
| 4th | 2015年2月25日 | L ーエルー   | CD                     | AVCD-32243                                        | 2位    |
| 4th | 2025年1月27日 | L ーエルー   | デジタル・ダウンロード | デジタル・ダウンロード                            | 37位   |
| 4th | 2025年1月27日 | L ーエルー   | ストリーミング         |                                                   | 37位   |
| 4th | 2025年4月30日 | L ーエルー   | CD                     | AVCD-32311(リマスター盤)                          | 37位   |

#### カバーアルバム
| 枚  | 発売日        | タイトル     | 販売形態               | 販売形態                   | 最高位 |
| 枚  | 発売日        | タイトル     | 規格                   | 品番                       | 最高位 |
| --- | ------------- | ------------ | ---------------------- | -------------------------- | ------ |
| 1st | 2008年5月21日 | Recreation   | CD+DVD                 | AVCD-32103/B               | 3位    |
| 1st | 2008年5月21日 | Recreation   | CD                     | AVCD-32104                 | 3位    |
| 1st | 2025年1月27日 | Recreation 1 | デジタル・ダウンロード | デジタル・ダウンロード     | 38位   |
| 1st | 2025年1月27日 | Recreation 1 | ストリーミング         |                            | 38位   |
| 1st | 2025年5月28日 | Recreation 1 | CD                     | AVCD-32312                 | 38位   |
| 2nd | 2010年6月30日 | Recreation 2 | CD+DVD                 | AVCD-32162/B               | 7位    |
| 2nd | 2010年6月30日 | Recreation 2 | CD                     | AVCD-32163                 | 7位    |
| 2nd | 2025年1月27日 | Recreation 2 | デジタル・ダウンロード | デジタル・ダウンロード     | 39位   |
| 2nd | 2025年1月27日 | Recreation 2 | ストリーミング         |                            | 39位   |
| 2nd | 2025年5月28日 | Recreation 2 | CD                     | AVCD-32313（リマスター盤） | 39位   |
| 3rd | 2013年3月6日  | Recreation 3 | CD+DVD                 | AVCD-32215/B               | 3位    |
| 3rd | 2013年3月6日  | Recreation 3 | CD                     | AVCD-32216                 | 3位    |
| 4th | 2017年1月25日 | Recreation 4 | CD+DVD                 | AVCD-32259/B               | 3位    |
| 4th | 2017年1月25日 | Recreation 4 | CD                     | AVCD-32260                 | 3位    |

#### 企画アルバム
| 枚  | 発売日        | タイトル          | 規格      | 販売生産番号            | 最高位 |
| --- | ------------- | ----------------- | --------- | ----------------------- | ------ |
| 1st | 2017年6月21日 | Acid BLOOD Cherry | CD+DVD CD | AVCD-32272/B AVCD-32273 | 1位    |

#### ライヴアルバム
| 発売日         | タイトル                                               | 規格 | 販売生産番号  | 最高位 |
| -------------- | ------------------------------------------------------ | ---- | ------------- | ------ |
| 2012年10月17日 | TOUR 『２０１２』 LIVE CD                              | 2CD  | AVCD-32207/8  | 5位    |
| 2016年1月27日  | 2015 arena tour L－エル－ LIVE CD                      | 2CD  | AVCD-32246〜7 | 2位    |
| 2025年3月26日  | Acid Black Cherry Live Acoustic Album 〜君がいるから〜 | CD   | AVC1-32306    | 10位   |

#### レンタル専用ミニアルバム
| 発売日         | タイトル                        | 規格   | 生産番号     |
| -------------- | ------------------------------- | ------ | ------------ |
| 2011年12月21日 | Mini Best Singles & HISTORY DVD | CD+DVD | AVC6-32198/B |

### 未CD化楽曲
- この青空の向こうに
ライブDVD『Acid Black Cherry 2008 tour"BLACK LIST"』『Acid Black Cherry 2010 Live “Re:birth”〜Live at YOKOHAMA ARENA & OSAKA-JO HALL〜』に収録されている。

### 参加作品
- yasu名義で参加する作品もここに記載。

| 発売日                        | タイトル                                     | アーティスト              | 参加楽曲           |
| ----------------------------- | -------------------------------------------- | ------------------------- | ------------------ |
| 2010年10月27日                | SIAM SHADE Tribute                           | Acid Black Cherry         | 1/3の純情な感情    |
| 2012年7月4日                  | PARADE II 〜RESPECTIVE TRACKS OF BUCK-TICK〜 | Acid Black Cherry         | ROMANESQUE         |
| 2012年10月17日 2013年10月16日 | HALLOWEEN PARTY                              | HALLOWEEN JUNKY ORCHESTRA | HALLOWEEN PARTY    |
| 2013年9月4日                  | DEAD END Tribute -SONG OF LUNATICS-          | yasu, Shinobu, 人時, 真矢 | So Sweet So Lonely |

### 映像作品
| 発売日         | タイトル | 規格                              | 販売生産番号                                                                                  |
| -------------- | --- | --------------------------------- | --------------------------------------------------------------------------------------------- |
| 2008年8月27日  | Acid Black Cherry 2008 tour"BLACK LIST" | DVD Blu-ray Disc                  | AVBD-32111 AVXD-32128 (09/03/25発売)                                                          |
| 2010年3月24日  | Acid Black Cherry 2009 tour"Q.E.D" | DVD Blu-ray Disc                  | AVBD-32158〜9 AVXD-32209 (12/11/21発売)                                                       |
| 2011年1月26日  | Acid Black Cherry 2010 Live “Re:birth”〜Live at YOKOHAMA ARENA & OSAKA-JO HALL〜 Acid Black Cherry 2010 Live “Re:birth”〜Live at YOKOHAMA ARENA〜" Acid Black Cherry 2010 Live “Re:birth”〜Live at OSAKA-JO HALL〜" | DVD Blu-ray Disc DVD Blu-ray Disc | AVBD-32171〜4 AVBD-32175〜6 AVXD-32211 (12/11/21発売) AVBD-32177〜8 AVXD-32210 (12/11/21発売) |
| 2012年10月17日 | Acid Black Cherry TOUR "『２０１２』" | DVD Blu-ray Disc                  | AVBD-32205〜6 AVBD-32205〜6 (12/11/21発売)                                                    |
| 2013年7月17日  | Acid Black Cherry 5th Anniversary Live “Erect” | DVD Blu-ray Disc                  | AVBD-32224〜5 AVXD-32226                                                                      |
| 2016年2月17日  | Acid Black Cherry 2015 livehouse tour S－エス－ | DVD Blu-ray Disc                  | AVBD-32247 AVXD-32248                                                                         |
| 2016年3月16日  | Acid Black Cherry 2015 arena tour L－エル－ | DVD Blu-ray Disc                  | AVBD-32249〜50 AVXD-32251                                                                     |
| 2017年3月22日  | 10th Anniversary Live History -BEST- | DVD Blu-ray Disc                  | AVBD-32265〜8 AVXD-32269〜71                                                                  |
| 2025年7月30日  | ＡＭＰＭ | DVD Blu-ray Disc                  | AVBD-32315〜7 AVXD-32318〜20                                                                  |

### 書籍
| 種別                       | 発売日         | タイトル                                                                      | ISBN                   | 発行               |
| -------------------------- | -------------- | ----------------------------------------------------------------------------- | ---------------------- | ------------------ |
| 写真集                     | 2007年9月19日  | Acid Black Cherry写真集                                                       | ISBN 978-4-7572-1400-2 | ときめきドットコム |
| アーティストBOOK           | 2009年11月17日 | BLACKBOX                                                                      | ISBN 978-4-04-732502-9 | 角川マガジンズ     |
| ドキュメンタリーBOOK       | 2013年10月25日 | Acid Black Cherry Project 『Shangri-la』 ドキュメンタリーPHOTOBOOK 1st Season | ISBN 978-4-83-561850-0 | ぴあ株式会社       |
| ドキュメンタリーBOOK       | 2013年12月20日 | Acid Black Cherry Project 『Shangri-la』 ドキュメンタリーPHOTOBOOK 2nd Season | ISBN 978-4-83-561851-7 | ぴあ株式会社       |
| ドキュメンタリーBOOK       | 2014年2月14日  | Acid Black Cherry Project 『Shangri-la』 ドキュメンタリーPHOTOBOOK 3rd Season | ISBN 978-4-83-561857-9 | ぴあ株式会社       |
| ドキュメンタリーBOOK       | 2014年4月25日  | Acid Black Cherry Project 『Shangri-la』 ドキュメンタリーPHOTOBOOK 4th Season | ISBN 978-4-83-561853-1 | ぴあ株式会社       |
| ドキュメンタリーBOOK       | 2014年6月13日  | Acid Black Cherry Project 『Shangri-la』 ドキュメンタリーPHOTOBOOK 5th Season | ISBN 978-4-83-561854-8 | ぴあ株式会社       |
| コンセプトストーリーブック | 2015年8月31日  | L－エル－                                                                     | ISBN 978-4-04-730641-7 | 株式会社KADOKAWA   |

## タイアップ一覧
| 使用年 | 曲名                     | タイアップ                                                                          |
| ------ | ------------------------ | ----------------------------------------------------------------------------------- |
| 2007年 | SPELL MAGIC              | avex trax「ミュゥモ」CMソング                                                       |
| 2007年 | Black Cherry             | avex trax「ミュゥモ」CMソング                                                       |
| 2007年 | 愛してない               | avex trax「ミュゥモ」CMソング                                                       |
| 2008年 | 冬の幻                   | avex trax「ミュゥモ」CMソング                                                       |
| 2008年 | 恋一夜                   | テレビ愛知『a-ha-N varie』エンディングテーマ                                        |
| 2008年 | 20+∞Century Boys         | avex trax「ミュゥモ」CMソング                                                       |
| 2008年 | ジグソー                 | avex trax「ミュゥモ」CMソング                                                       |
| 2009年 | 眠り姫                   | TBS系『恋するハニカミ!』2月度エンディングテーマ                                     |
| 2009年 | 優しい嘘                 | ミュージック･ドット･ジェイピー「music.jp」CMソング                                  |
| 2010年 | Re:birth                 | バンダイナムコゲームス PlayStation 3専用ソフト「Another Century's Episode:R」主題歌 |
| 2011年 | ピストル                 | BeeTVマンガ『賭博黙示録カイジ』主題歌                                               |
| 2012年 | イエス                   | 日本テレビ系『スッキリ!!』2月度エンディングテーマ                                   |
| 2012年 | イエス                   | 日本テレビ系『芸能★BANG!』2月度エンディングテーマ                                   |
| 2012年 | イエス                   | BeeTV ショートドラマ『Re:dream』テーマソング                                        |
| 2013年 | 1/3の純情な感情          | フジテレビ系『生田くん、ハイ!』エンディングテーマ                                   |
| 2013年 | Greed Greed Greed        | 毎日放送・TBS系 木曜深夜ドラマ『悪霊病棟』主題歌                                    |
| 2013年 | 黒猫 〜Adult Black Cat〜 | 全国音楽情報TV『MUSIC B.B.』オープニングテーマ                                      |
| 2014年 | 君がいない、あの日から…  | 読売テレビ『音楽ノチカラ』エンディングテーマ                                        |
| 2014年 | INCUBUS                  | 全国音楽情報TV『MUSIC B.B.』2月度オープニングテーマ                                 |
| 2016年 | L-エル-                  | 東宝映像事業部配給映画『L -エル-』主題歌                                            |
| 2018年 | DRAGON CARNIVAL          | 群馬テレビ『オレ一応モデルなんですけど』オープニングテーマ（2018年 - 2019年）       |
| 2018年 | イエス                   | 群馬テレビ『オレ一応モデルなんですけど』エンディングテーマ（2018年 - 2019年）       |

### ヘビーローテーション/パワープレイ

#### テレビ
| 放送年 | 曲名   | ヘビーローテーション/パワープレイ                                |
| ------ | ------ | ---------------------------------------------------------------- |
| 2012年 | イエス | 日本テレビ系『音龍門 〜MUSIC DRAGON GATE〜』特選アーティスト #10 |

## LtOVES
2025年1月11日より発足した芸能事務所。Acid Black Cherryなどをプロデュースしている菊池真太郎が立ち合いの元、設立された。
同年2月2日に、同社のロゴを公開。デザインはABCのサポートミュージシャンも務めたBREAKERZのAKIHIDEによるもの。